# Childia westbladi
Childia westbladi är en plattmaskart som först beskrevs av Ernst Marcus 1950.  Childia westbladi ingår i släktet Childia och familjen Childiidae. Inga underarter finns listade i Catalogue of Life.